# Ованес Воротнеці
Ованес Воротнеці, Ован (Іоанн) Воротнеці (вірм. Հովհան Որոտնեցի; 1315—1386) — вірменський філософ, педагог, церковний і політичний діяч.

## Біографія
Народився в 1315 році, син князя Сюніка Іване Орбеляна. Освіту здобув у Гладзорському університеті у Єсаї Нчеці. В 1345 році заснував Татевський університет, який на той період став найбільшим науковим і культурним центром Вірменії. Боровся за збереження самостійності вірменської церкви, вів боротьбу проти уніатів-католиків.
У філософських поглядах розвивав традиції аристотелізму. Його спадщину складають великі тлумачення до «Категорій» та «Про тлумачення» Арістотеля, «Введення» Порфирія. У розробці питань теорії пізнання і логіки був прихильником номіналізму. 
Учнем і послідовником Ованеса Воротнеці був Григор Татеваці, який розвинув релігійно-філософське вчення Ованеса Воротнеці.

## Твори
- Аналіз «категорій» Арістотеля. Короткий аналіз складних питань Порфирія. Зведений текст. Передмова і примітки В. К. Чалояна, переклад А. А. Адамяна і В. К. Чалояна / Під редакцією С. С. Аревшатяна. Єр., 1956. 348 стор. (Вірм. та рос. мовами)
- Про елементи (Твір, складений з висловлювань філософів). Критичний текст і передмова С. С. Аревшатяна і С. Лалафаряна, переклад з давньовірменської С. С. Аревшатяна // Вісник Матенадарана. Т. 3. Єр., 1956
- Коментар до книги (Арістотеля) «Про тлумачення»
- Короткий аналіз «Введення» Порфирія
- Коментар до «Одкровення» Філона Мудрого